# ランドコム
ランドコム株式会社はかつて東証2部に上場していた不動産業者。
用地や建設資材の高騰で販売価格が上昇したことや、景況感悪化によるユーザーの買い控えなどから、分譲マンションの販売が進まず、2008年9月29日民事再生法の適用を申請。2008年10月30日に上場廃止となった。

## 沿革
- 1999年1月 - 神奈川県横浜市に日商軽金属株式会社を設立。
- 1999年11月 - 株式会社エヌシーディーに商号変更。
- 1999年12月 - ランドコム株式会社に商号変更。宅地建物取引業免許取得（神奈川県知事登録 (1) 第23358号）、不動産事業・マンション関連事業を開始。
- 2002年5月 - 一級建築士事務所登録（神奈川県知事登録 第12464号）。
- 2002年8月 - 宅地建物取引業者として国土交通大臣免許取得（国土交通大臣 (1)第6331号）。
- 2003年8月 - 横浜ランドマークタワー（神奈川県横浜市）に本社移転。
- 2004年1月 - 特定建設業免許取得（神奈川県知事 許可（特-15）第68441号）。
- 2005年9月 - 名古屋証券取引所セントレックス市場へ株式上場。
- 2006年11月 - 飲食店・宿泊施設の経営および運営事業を行う子会社「株式会社AVANTI」を設立。

ビルオーナーおよびテナントへのコンサルティング事業を行う子会社「ランドアイ株式会社」を設立。
- 2007年12月 - 東京証券取引所市場第二部へ株式上場。
- 2008年9月29日 - 東京地方裁判所の民事再生法手続開始。
- 2008年10月30日 - 上場廃止。
- 2009年5月 - 東京地方裁判所の再生計画認可決定確定。
- 2010年1月 - 東京地方裁判所の再生手続終結。